# The Last Romantic
The Last Romantic è un film statunitense del 2006 diretto da Aaron Nee.